# Henri Antoine Jacques
Henri Antoine Jacques ( Chelles (Sena y Marne) 1782 - 1866) , fue un viverista, horticultor de rosáceas francés, conocido por introducir a Francia el híbrido rosa Bourbon.

## Biografía
Venía de una familia de jardineros.
Después de haber ejercido diversas funciones, en 1818 es jardinero en jefe del Duque de Orléans, Louis-Philippe II de Orléans, futuro rey Luis Felipe I, en el dominio real de Neuilly (hoy Neuilly-sur-Seine).
Fue exitoso creador de numerosos cultivares, en especial los Bourbons, mas también de otras clases de rosas, donde algunas se cultivan como 'Félicité et Perpétue' (1828).
Figura como miembro fundador de la « Sociedad Hortícola de París » creada el 11 de junio de 1827, seguida, en 1885, por la "Sociedad Nacional de Horticultura de Francia, SNHF.

## Obtenciones célebres
- 'Félicité et Perpétue', 1828
- 'Adelaida de Orléans', 1829

## Obra
- Manuel général des plantes, arbres et arbustes, ou flore des jardins de l'Europe. Ed. Dusacq, Librería agrícola de la maison rustique, París, 1846

Fue editor de « Annales de Flore et de Pomone».